# 海州常山
海州常山（學名 Clerodendrum trichotomum）又名臭梧桐，是一種馬鞭草科的灌木。
有效成份:Trichotomine 臭梧桐鹼。

## 形态
落叶灌木或小乔木，有臭气；广卵形至椭圆形叶子对生；夏秋开白色或淡红色花，顶生伞房状聚伞花序；扁球形蓝色核果。

## 分布
产于中国东北部、中部至西南部、臺灣北部、日本、朝鲜半岛和菲律宾都有分布。

## 外部連結
- 海州常山, Haizhouchangshan （页面存档备份，存于） 藥用植物圖像數據庫 (香港浸會大學中醫藥學院) （繁體中文）